# Warszawakonfederationen
Warszawakonfederationen var en konfederation mot den polske kungen August II. Det bildades den 16 februari 1704 i Warszawa, avsatte August II och förklarade Stanisław I Leszczyński kung. Som svar, bildade anhängare till August II Sandomierzkonfederationen den 20 maj. Konflikten mellan de två lägren ledde till det Polska inbördeskriget (1704-1706) där Warszawakonfederationen stöddes av Sverige och Sandomierzkonfederationen av Ryssland. Inbördeskriget slutade med seger för Stanisław I genom freden i Altranstädt 1706, vilken tvingade August II att erkänna Stanisław I som kung i Polen, skilja sig från det ryska förbundet och utlämna Johann Patkul. August II kunde dock återta den polska tronen 1709 efter det svenska nederlaget i slaget vid Poltava i juli, då Stanisław I var beroende av svenskt stöd för att vidhålla sin makt.